# 15395 Rükl
(15395) Rükl, denumire internațională (15395) Rukl, este un asteroid din centura principală de asteroizi.

## Descriere
15395 Rükl este un asteroid din centura principală de asteroizi. A fost descoperit pe 21 octombrie 1997 la Observatorul din Ondřejov de Petr Pravec. Asteroidul prezintă o orbită caracterizată de o semiaxă mare de 3,14 ua, o excentricitate de 0,13 și o înclinație de 0,9° în raport cu ecliptica.